# Ganggangsullae
Ganggangsullae (koreanisch: 강강술래) ist ein traditioneller, ritueller koreanischer Tanz mit Gesang, der ursprünglich zum Chuseok (추석), dem koreanischen Erntedankfest, getanzt wurde.

## Geschichte
Ganggangsullae stammt aus den Küstenregionen der Provinz Jeollanam-do (전라남도), dem Südwesten Südkoreas, wobei hier besonders die Insel Jindo (진도) genannt werden muss.
Der zeitliche und kulturelle Ursprung des rituellen Tanzes ist nicht genau bekannt. Früheste Erwähnung des Tanzes lässt sich in den chinesischen Chroniken der Drei Reiche (Sanguozhi) finden, in denen von Mahan (마한), einem der drei Han-„Staatenbünde“ berichtet wird, dass dort nach der Ernte Dorfbewohner Hände haltend im Kreis tanzten, dabei mit den Füßen auf den Boden stampften und sich mit dem Oberkörper rhythmisch vor- und zurückwiegten. Damit lässt sich die Entstehung des Tanzes auf über 2000 Jahre zurückdatieren.
Ein anderer geschichtlicher Hintergrund, der gerne erzählt wird, handelt von dem koreanischen Admiral Yi Sun-sin (이순신), der im späten 16. Jahrhundert, um den japanischen Invasoren zu suggerieren, dass eine große Armee zur Verteidigung bereitstand, Frauen sich als Männer verkleidend an den Hängen der Insel Jindo laut singend Ganggangsullae tanzen ließ. Die Geschichte unterstützen könnte die chinesisch Interpretation des in chinesischen Zeichen geschriebenen Namens Ganggangsullae, der demnach „starke Barbaren überqueren das Meer“ bedeuten würde.

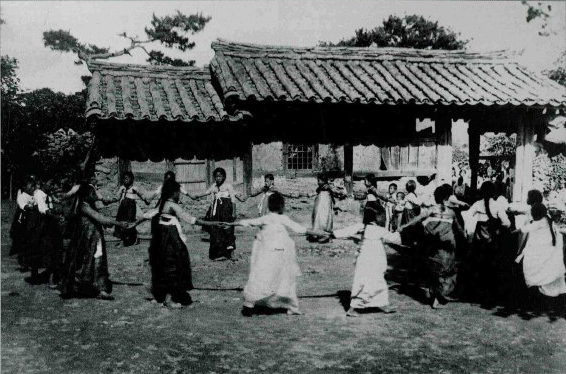
Ganggangsullae auf der Insel Jindo (1891)

Eine andere Bedeutung des Namens könnte aus dem Jeolla-Dialekt, der im Südwesten Südkoreas gesprochen wird, abgeleitet werden. Entsprechend dieser Interpretation würde 'ganggang' Kreis oder Umgebung bedeuten und 'sullae' von 'sulla' abgeleitet, als Patrouille oder patrouillieren interpretiert.
1966 wurde Ganggangsullae von der Koreanischen Regierung als wichtiges Kulturgut des Landes anerkannt und unter der Nummer acht registriert.
Bei der Abschlussveranstaltung der Olympischen Sommerspiele 1988 in Seoul wurde Ganggangsullae erstmals einer großen Weltöffentlichkeit präsentiert.

## Aufführung
In der Vollmondnacht des achten Mondes im Jahr versammeln sich unverheiratete, im Hanbok gekleidete Frauen eines Dorfes und beginnen einander Hände haltend, bei versartig vorgetragenem Gesang ihren Tanz im Kreis. Die Vorsängerin singt die Verse und alle gemeinsam singen 'ganggangsullae' im Refrain. Der Tanz und der Gesang beginnt gemächlich und nimmt während der Performance an Geschwindigkeit zu. Es werden drei Geschwindigkeiten getanzt, 'jinyangio' (langsam), 'jungmori' (mittel) und 'jajinmori' (schnell). Die Frauen tanzen im Kreis in Gruppen unterschiedliche Figuren, wobei ihre Darbietung pantomimisch wirkt. Die tänzerischen Figuren sollen das Leben auf einem Bauernhof oder im Fischerdorf reflektieren. Nach dem Kreistanz werden figürliche Darstellungen, wie Schildkröte spielen, Heringe aufhänge und wieder abhängen, Farn sammeln, Strohmatten rollen und entrollen, auf Dachziegeln laufen, Tür öffnen und Maus fangen nacheinander getanzt.

## Ganggangsullae heute
Ganggangsullae ist heute überall in Korea und auch über die Landesgrenzen hinaus bekannt. Zumeist Frauen mittleren Alters, die an der Pflege dieser Kultur interessiert sind, führen den Tanz auf. Begleitet werden die Darbietungen zumeist von  Trommelspielern, die traditionelle Instrumente, wie Buk (북) und Janggu (장구) verwenden.
In einigen Landesteilen wird Ganggangsullae den Kindern schon in den Grundschulklassen vermittelt. Dass der Tanz in Südkorea sehr beliebt ist, zeigt, dass auf Festen sich Väter und Mütter mit ihren Kindern gerne in den Kreis einreihen und gemeinsam vergnüglich den Tanz zelebrieren.

## Immaterielles Kulturerbe von der Menschheit
2008 hatte die Koreanische Regierung bei der UNESCO um Anerkennung des Ganggangsullae als Immaterielles Kulturerbe der Menschheit geworben. Das Entscheidungskomitee gab dem auf seiner 4. Sitzung vom 28. September bis zum 2. Oktober in Abu Dhabi, in den Vereinigten Arabischen Emiraten statt.